# Yodgorlik

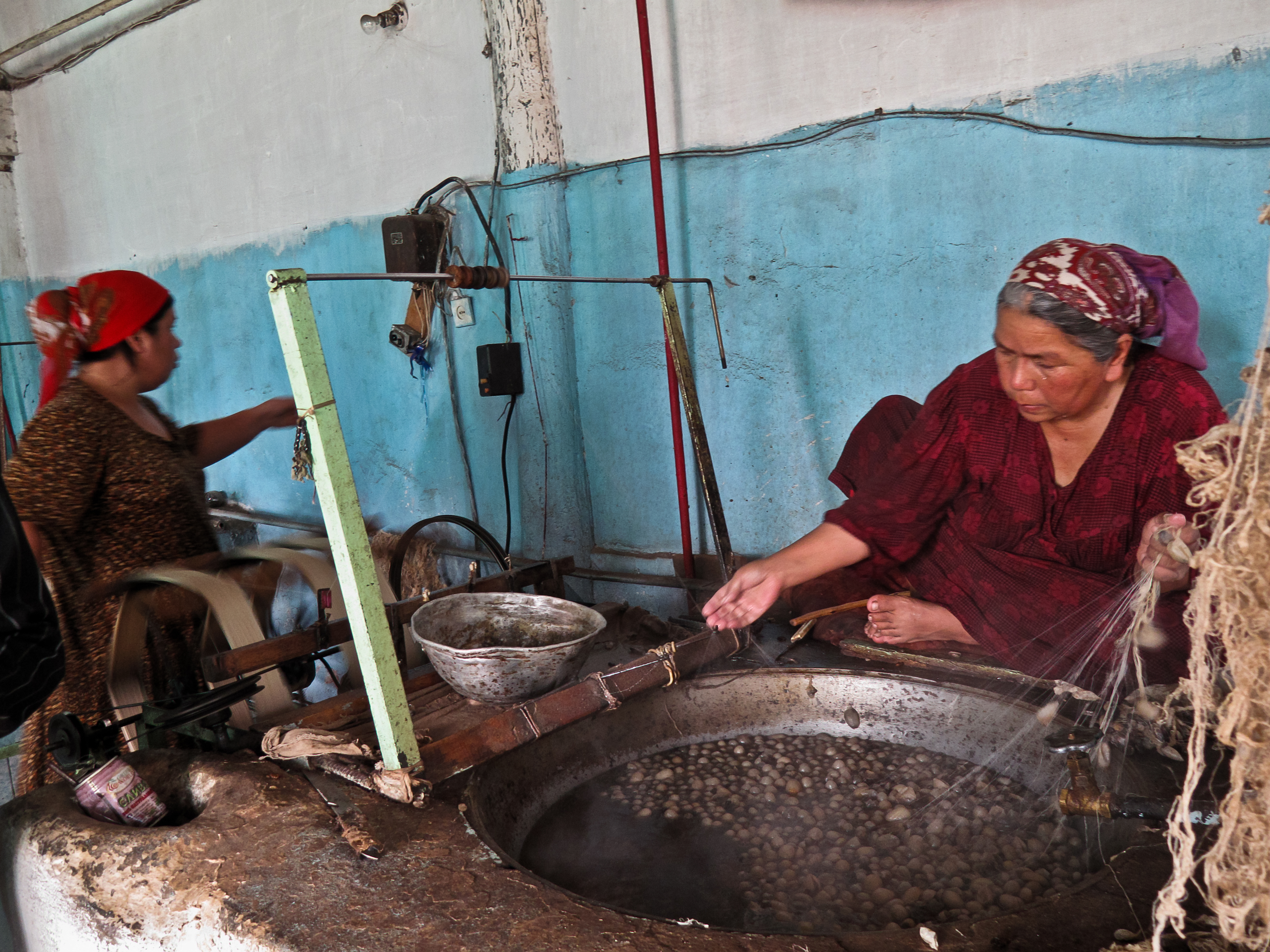
Traditionelle Seidenherstellung in Yodgorlik, hier das Kochen der Seidenraupenkokons.

Yodgorlik (deutsch „Andenken“ oder „Denkmal“) ist eine Seidenmanufaktur im usbekischen Margilan, in der Seide auf traditionelle Weise und in Handarbeit hergestellt wird.

## Geschichte
Yodgorlik wurde 1972 gegründet und war von 1982 bis 1993 im staatlichen Besitz. Im Jahr 2000 nahm das Unternehmen den heutigen Namen Yodgorlik an und wurde privatisiert. Heute ist die Manufaktur die größte ihrer Art in Usbekistan.
In der Seidenmanufaktur Yodgorlik arbeiten circa 450 Menschen. Der Frauenanteil in der Belegschaft erreicht circa 60 %.

## Produkte

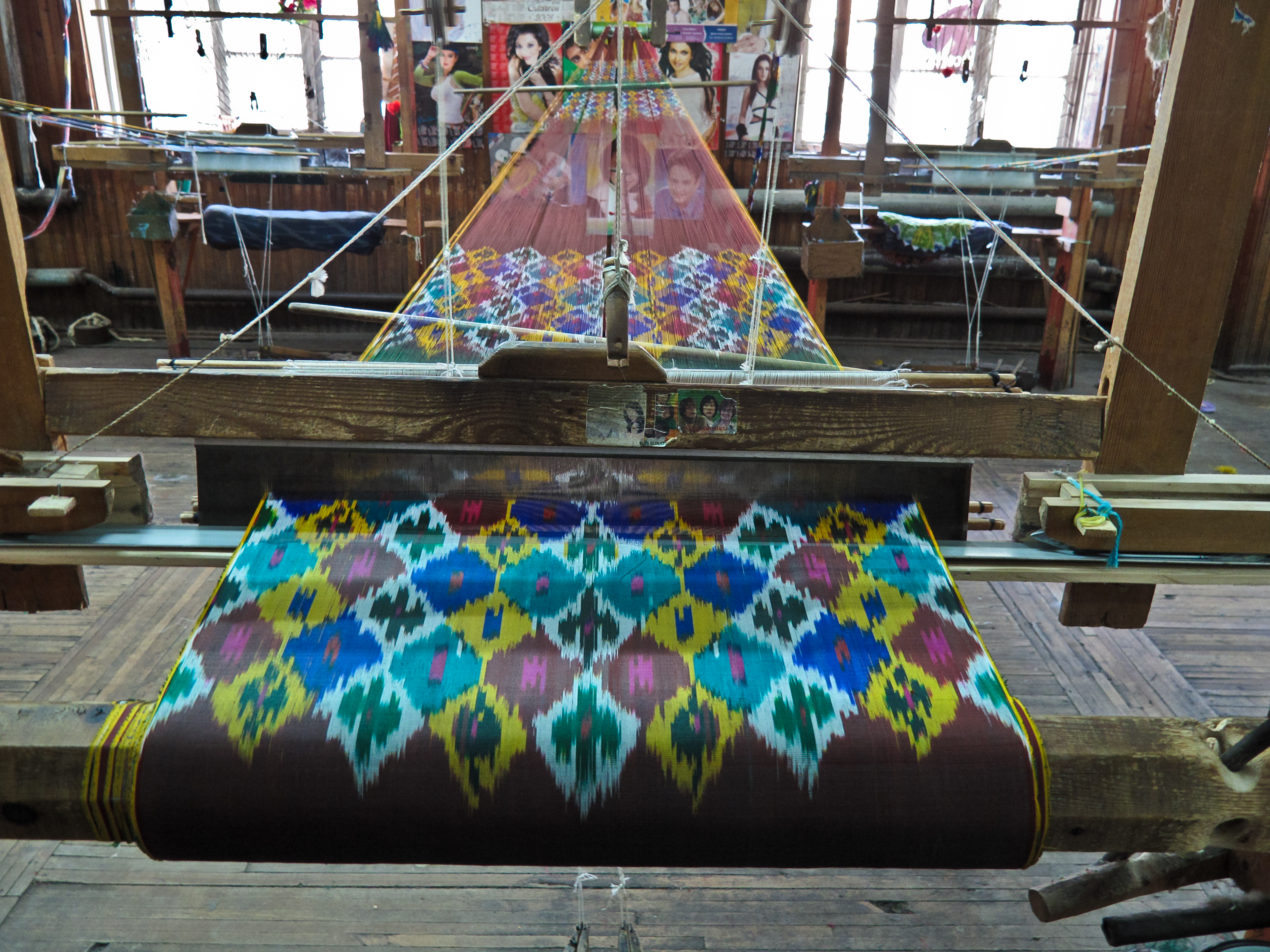
Weben der Ikat-Muster

In der Yodgorlik Manufaktur durchläuft die Seide den gesamten Produktionsprozess vom Sortieren der Seidenraupenkokons, dem Kochen der Kokons, der Extraktion des Seidenfadens, dem Spinnen und Färben der Seide und schließlich das Weben des farbenfrohen traditionellen usbekischen Ikat-Muster auf traditionellen Webstühlen. Da das Fergana-Tal auch ein wichtiger Baumwollproduzent ist, stellt die Fabrik in Yodgorlik auch ein Gewebe aus einer Mischung von Baumwolle und Seide her, das „Adras“ genannt wird.
In Yodgorlik werden circa 6000 Meter pro Monat hergestellt. Davon macht das Haupterzeugnis, die Seide, 60 % aus, ein Seide-Baumwoll-Gemisch 25 % und reine Baumwolle 15 %. Diese Produkte werden teilweise in Yodgorlik zu Teppichen verarbeitet. Heute exportiert die Seidenmanufaktur auch in andere Länder auf der ganzen Welt, darunter Deutschland, Südkorea, Indien, Iran und Russland.

## Tourismus
Die gesamte Produktion ist für Besucher geöffnet, sodass Touristen die traditionelle Seidenherstellung der Region erleben können. Da die Seidenherstellung eine der wichtigsten Attraktionen Margilans ist, kommen täglich viele Besucher nach Yodgorlik.